# Blue Note (New York)
Blue Note je jazzový klub a restaurace v newyorské čtvrti Greenwich Village na Manhattanu. Otevřen byl v září 1981. Od roku 1988 začaly být zřizovány jeho pobočky také v Americe, Asii a Evropě. Večerní koncerty zahrnují jam sessiony umělců z celého světa.

## Historie
Jazzový klub Blue Note v newyorském Greenwich Village otevřel 30. září 1981 zakladatel a vlastník Danny Bensusan. Úvodní koncert odehrál Quintet Nata Adderleye. V průběhu let se v něm představili další jazzoví hudebníci jako Dizzy Gillespie (poprvé v červnu 1982), Sarah Vaughan, Carmen McRae, Keith Jarrett, Lionel Hampton, Oscar Peterson, Max Roach, Bobby McFerrin, Milt Jackson, Chris Botti, Art Blakey, Nancy Wilson, Betty Carter či Modern Jazz Quartet. Bensusan každoročně vyhradil jeden týden pro vystoupení Raye Charlese. Do klubu se opakovaně vracel Chick Corea i v rámci tria s bubeníkem Royem Haynesem a kontrabasistou Miroslavem Vitoušem.
Průvodce Lonely Planet ve vydání New York City z roku 2010 zařadil Blue Note mezi světově nejznámější jazzové scény a nejdražší v New Yorku. Součástí menu jsou nápoje nazvané po jazzových nahrávkách včetně „Seven Steps to Heaven“, „In a Sentimental Mood“ či „A Night in Tunisia“.
Úvodní ročník jazzového festivalu Blue Note se v New Yorku uskutečnil v červnu 2011 k 30. výročí založení klubu. V roce 2023 probíhal jeden měsíc, mezi květnem a červnem, na sedmi manhattanských a brooklynských scénách. Již v roce 2022 se rozšířil do kalifornské Napy pod názvem Blue Note Jazz Festival Napa Valley.

## Half Note Records
Hudební vydavatelství Half Note Records vzniklo v roce 1998 pro záznam živých nahrávek z klubu Blue Note ve formě koncertních alb. Později začalo produkovat také studiová alba. Mezi umělce, kteří nahrávali v klubu se zařadili Avišaj Kohen, Elvin Jones, Odean Pope, Arturo Sandoval či Kenny Garrett.
Kvintet Paquita D'Rivery obdržel za album Live at the Blue Note Latinskou Grammy pro nejlepší latinskoamerické jazzové album roku 2001.

## Kluby

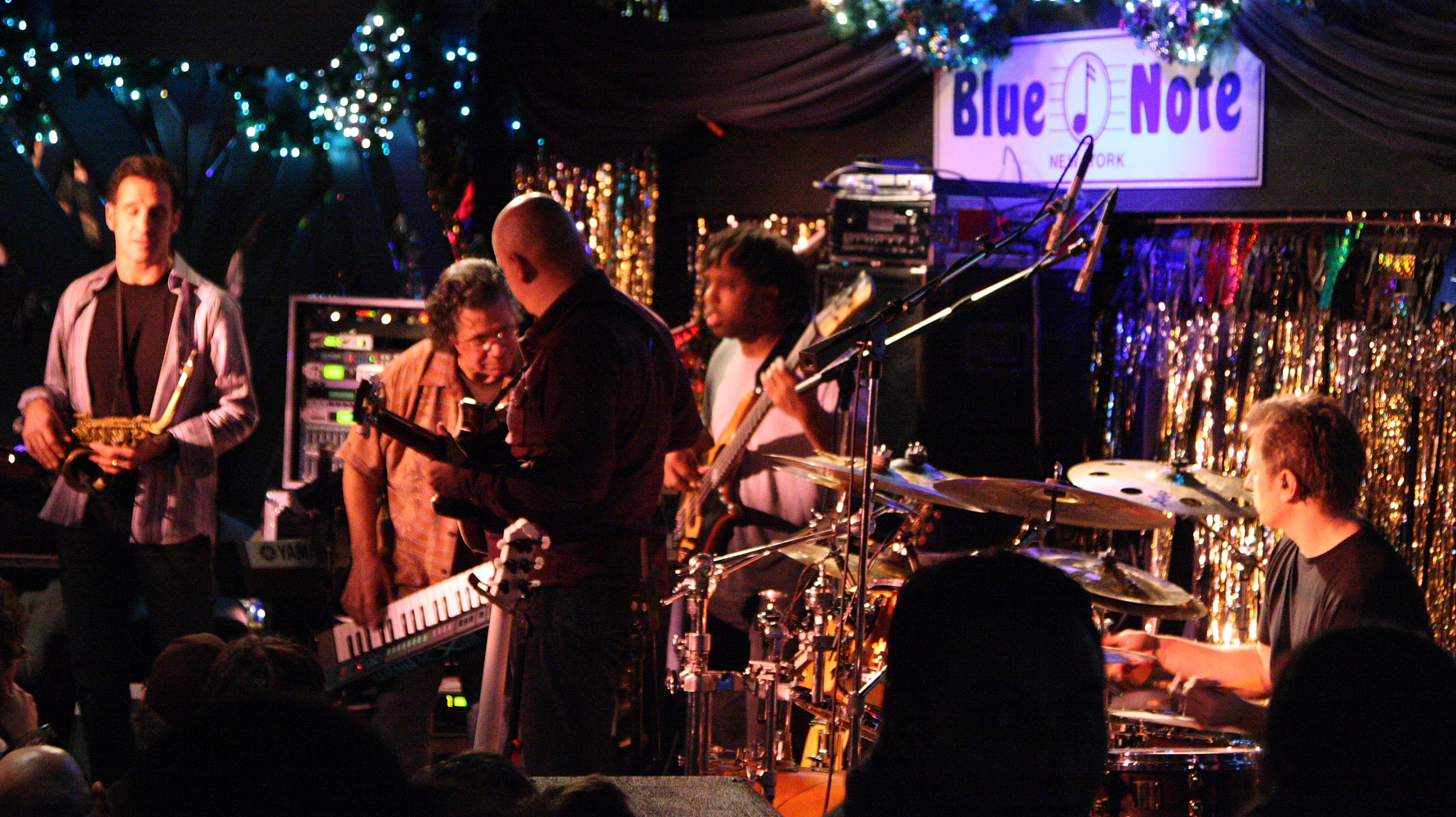
Chick Corea Elektric Band ve složení (zleva doprava) Eric Marienthal (saxofon), Chick Corea (klávesy), Frank Gambale (kytara), Victor Wooten (baskytara) a Dave Weckl (bubny), 2007

- USA: Blue Note Jazz Club (1981), Greenwich Village, New York.
- Japonsko: Blue Note Tokyo (1988), Minato, Tokio.
- Itálie: Blue Note Milano Jazz Club & Restaurant (2003), Milán.
- USA: Blue Note Hawaii (2015), Waikiki, Havaj.
- Čína: Blue Note Beijing (2016), Peking.
- USA: Blue Note Napa (2016), Kalifornie, Napa.
- Brazílie: Blue Note Rio (2017), Rio de Janeiro.[9][10]
- Brazílie: Blue Note São Paulo (2019), São Paulo.[11][12]
- Čína: Blue Note Shanghai (2019), Chung-kchou, Šanghaj.
- Japonsko: Blue Note Osaka (1990–2007), Niši-Umeda, Ósaka.
- USA: Blue Note Las Vegas (2000–2003), Nevada, Las Vegas.
- Japonsko: Blue Note Nagoya (2002–2020), Nagoja.[13]
- Japonsko: Fukuoka Blue Note Music Club (2005–2007), Fukuoka.

## Výběr diskografie:Live at The Blue Note
- 1990: Oscar Peterson, Saturday Night at The Blue Note (Telarc)
- 1991: Andy Hamilton, Silvershine, Live at The Blue Note (World Circuit Records)
- 1991: Pierre Michelot, Round about midnight at The Blue Note
- 1991: Lionel Hampton, Live at The Blue Note (Telarc)
- 1992: Dizzy Gillespie,  To Bird with Love (Telarc)
- 1992: George Shearing, ‘Walkin’: Live at The Blue Note (Telarc)
- 1992: Oscar Peterson, Last Call at The Blue Note (Telarc)
- 1992: Kenny Drew, Plays Standards Live at The Blue Note Osaka (Alfa Jazz)
- 1992: Art Farmer, Soul Eyes, Live at The Blue Note Fukuoka (Enja Records)
- 1993: Jon Hendricks, Boppin’ at The Blue Note (Telarc)
- 1994: Dave Brubeck, Late Night Brubeck, Live from The Blue Note (Telarc)
- 1995: Keith Jarrett, At The Blue Note, the Complete Recordings (ECM)
- 1996: Stéphane Grappelli, Live at The Blue Note (Telarc)
- 1997: Chick Corea, Origin, Live at The Blue Note (Stretch Records)
- 1997: Michel Petrucciani, Trio in Tokyo (Dreyfus)
- 1998: George Shearing, I Hear a Rapsody: Live at The Blue Note (Telarc)
- 1999: Chico Freeman, Live at The Blue Note (s Dianne Reevesovou)
- 2000: Bill Watrous, Live at The Blue Note (Half Note Records)
- 2004: Elvin Jones, The Truth Heard, Live at The Blue Note (Half Note Records)
- 2005: Arturo Sandoval, Live at The Blue Note (Rykodisc)
- 2006: Odean Pope, Locked & Loaded: Live at The Blue Note (Half Note Records)
- 2006: Eldar, Live at The Blue Note (Sony Classical)
- 2006: Grady Tate, From the Heart: Songs Sung Live at The Blue Note (Half Note Records)
- 2015: Charlie Haden, Gonzalo Rubalcaba, Tokyo Adagio (Impulse)
- 2016: Christian Gálvez, The Chilean Project, Live at The Blue Note (Pez Records)

## Galerie

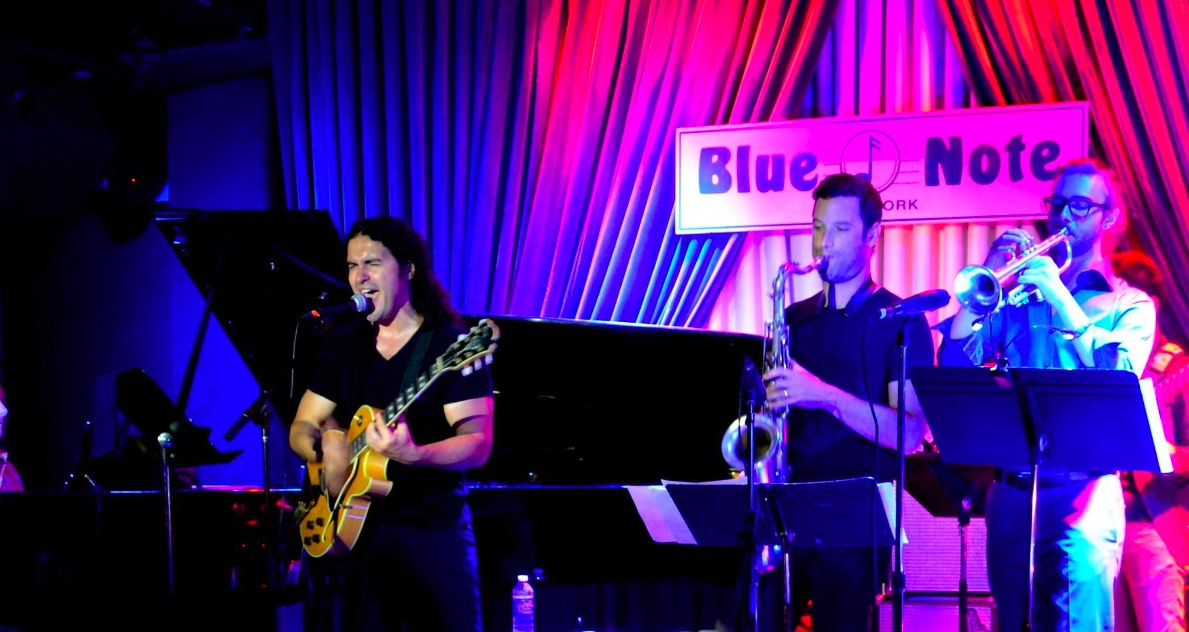
Vladimir Četkar, 2012
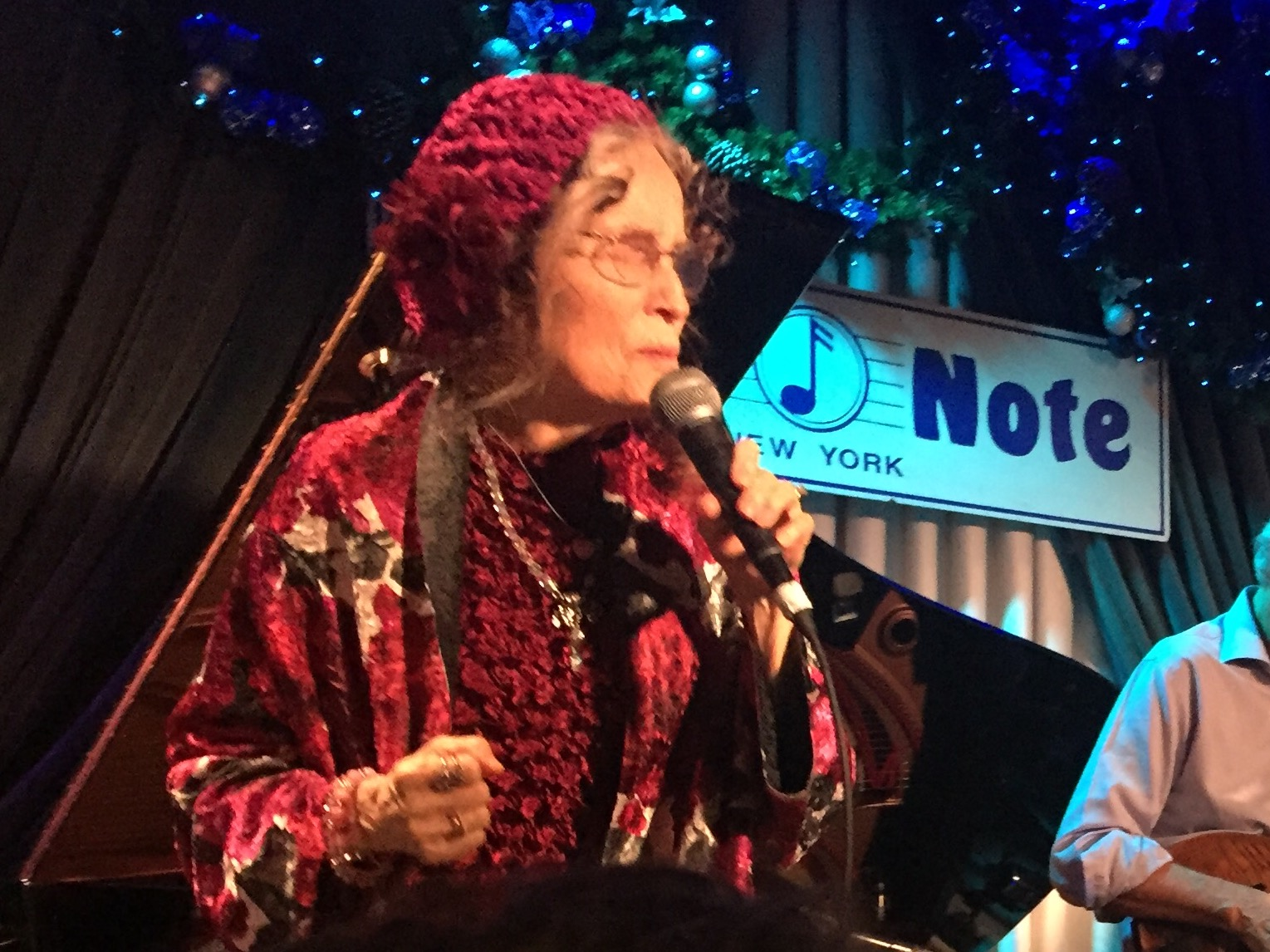
Gayle Moran, 2016
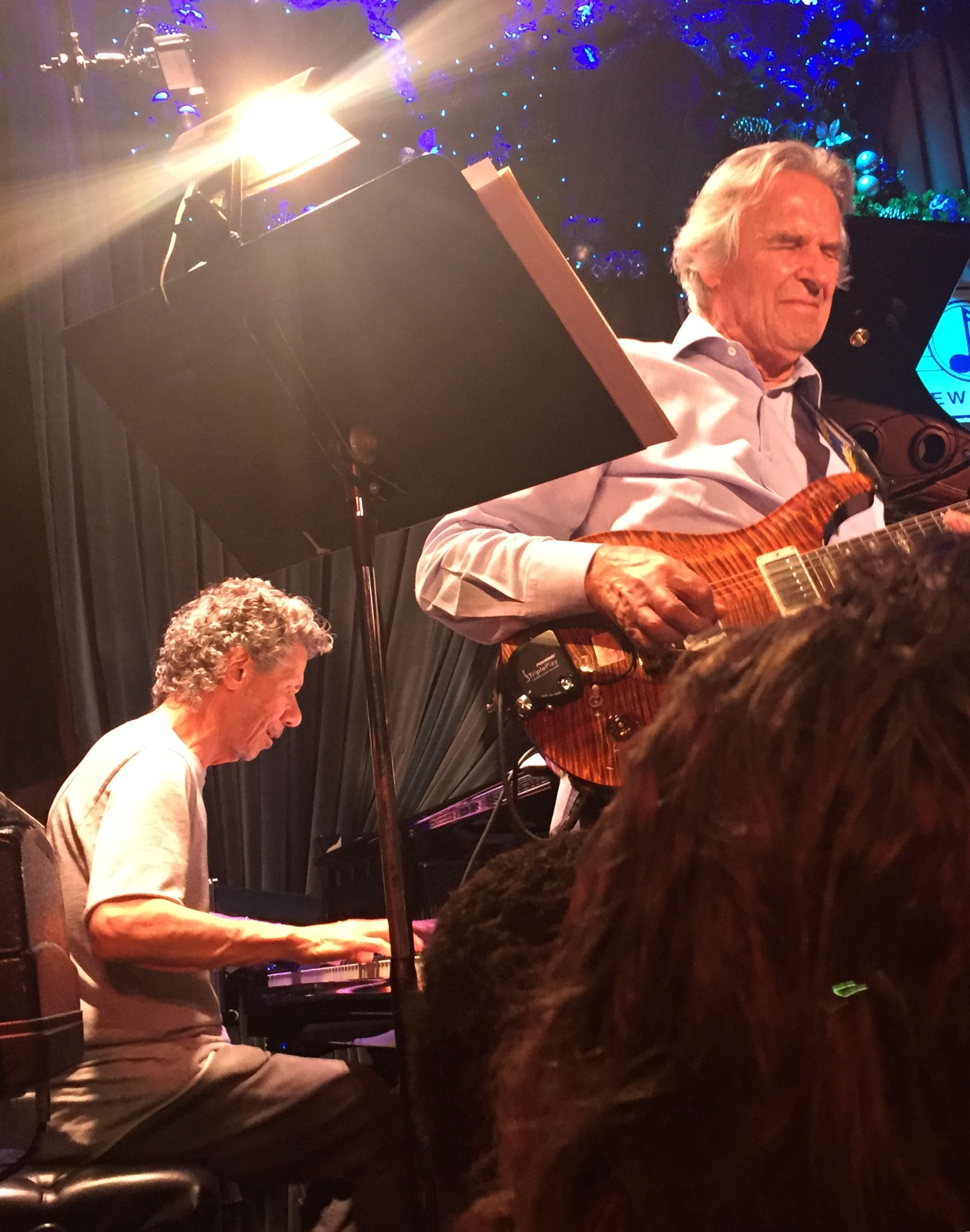
Chick Corea a John McLaughlin, 2016
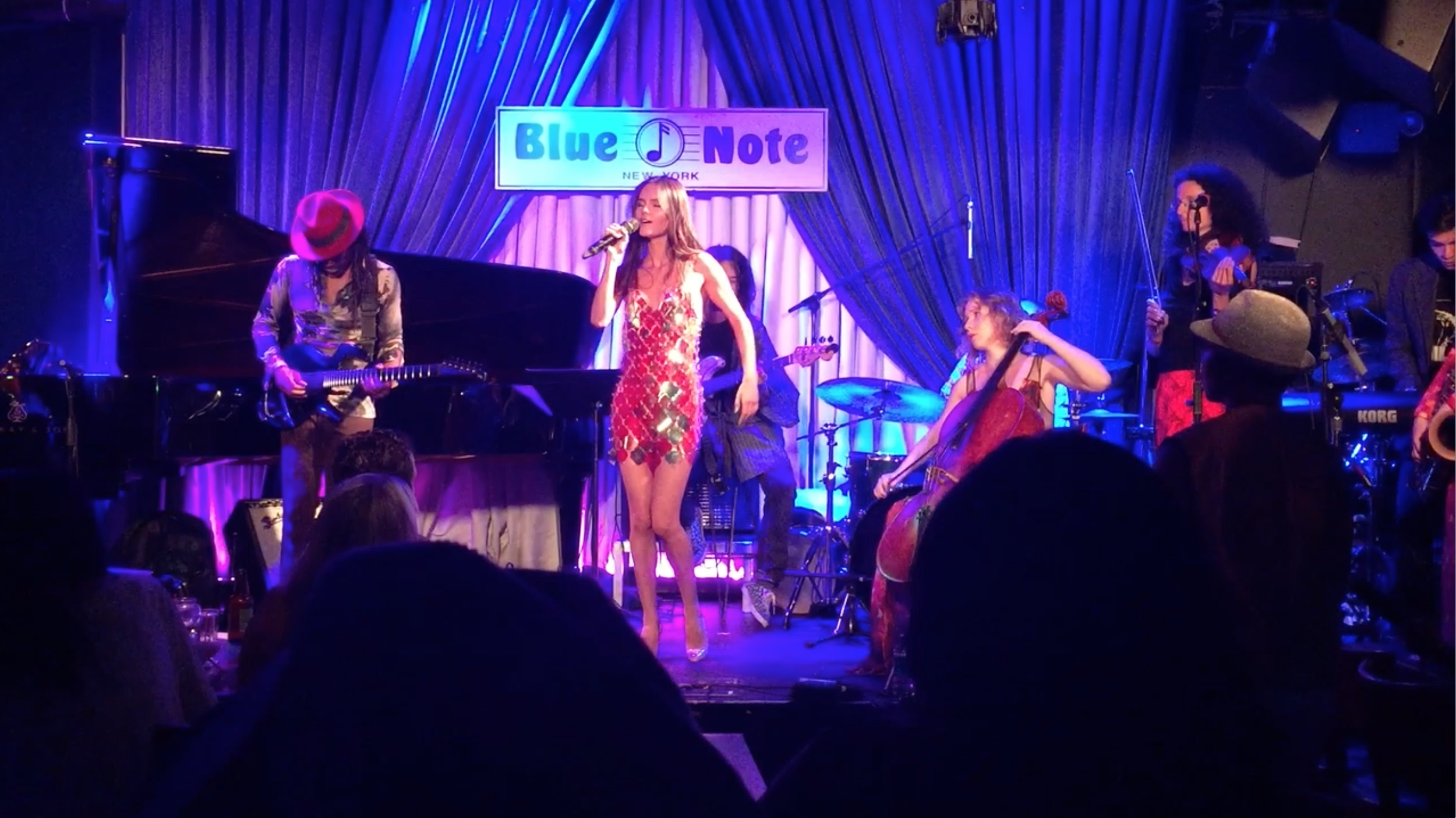
Katya Lee, 2017
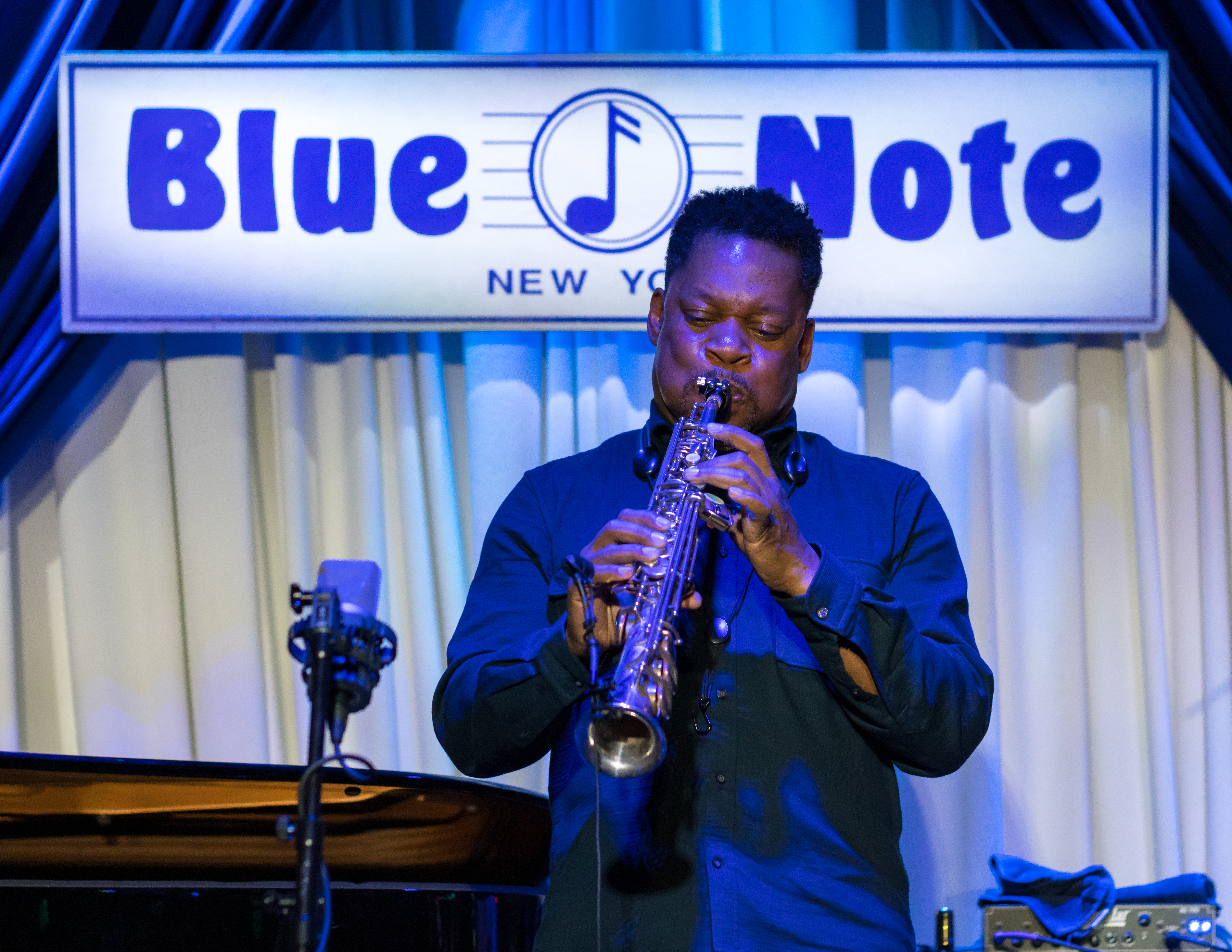
Ravi Coltrane, 2023